# Tephrosia letestui
Tephrosia letestui är en ärtväxtart som beskrevs av Tisser.. Tephrosia letestui ingår i släktet Tephrosia och familjen ärtväxter. Inga underarter finns listade i Catalogue of Life.